# Mauro Zuliani
Mauro Zuliani, né le 23 juillet 1959 à Milan, est un coureur italien de 400 m. Il a été médaillé olympique en relais 4 × 400 m aux Jeux olympiques d'été de 1980 à Moscou.

## Biographie
Il détient le record national du relais 4 × 400 m en 3 min 1 s 37, réalisé lors des Championnats d'Europe d'athlétisme 1986 avec Vito Petrella, Giovanni Bongiorni et Roberto Ribaud.

## Palmarès

### Jeux olympiques d'été
- 1980 à Moscou ( Union soviétique)
  - éliminé en demi-finale sur 400 m
  -  Médaille de bronze en relais 4 × 400 m

### Championnats du monde d'athlétisme
- 1983 à Helsinki ( Finlande)
  - 5e en relais 4 × 400 m

### Championnats d'Europe d'athlétisme en salle
- 1987 à Liévin ( France)
  - 6e 400 m